# Флаг Северного административного округа
Флаг Се́верного администрати́вного о́круга города Москвы Российской Федерации.
Флаг утверждён 17 апреля 2000 года и внесён в Геральдический реестр города Москвы.

## Описание
«Флаг Северного административного округа представляет собой прямоугольное полотнище голубого цвета с соотношением ширины к длине как 2:3, горизонтально пересеченное белой полосой шириной в 1/18 ширины флага.
В верхней части полотнища два золотых соединённых крыла, сопровождаемых сверху серебряной восьмилучевой звездой. В нижней части золотой корабль с серебряными парусами.
Размеры двух соединённых крыльев, как и корабля, составляют 1/3 длины флага».

## Обоснование символики
Узкая белая полоса символизирует канал имени Москвы, проходящий по территории округа.
Два золотых соединённых крыла символизируют воздушное сообщение города, аэровокзал и аэропорт «Шереметьево».
Серебряная восьмилучевая звезда символизирует Полярную звезду и указывает на расположение округа в северной части города.
Золотой корабль с серебряными парусами символизирует речной транспорт и расположенный на территории округа Северный грузовой речной порт.
Серебряные кони указывают на находящийся на территории округа ипподром.
Капители серебряных колонн коринфского стиля воспроизводят портики Московского ипподрома.